# Những vụ án ấu dâm của giáo sĩ Công giáo Rôma
Những vụ án ấu dâm của giáo sĩ triều Rôma đề cập tới các vụ án, điều tra, truy tố, xét xử và những cáo buộc về lạm dụng tình dục trẻ em đối với nhiều linh mục và thành viên dòng tu của Giáo hội Công giáo Rôma, bắt đầu từ thập niên 1980. Đối tượng của các vụ án xâm hại tình dục này là các trẻ em nam và nữ, và phần lớn là nằm trong độ tuổi từ 11 cho đến 14 tuổi. Cuộc khủng hoảng này gây ảnh hưởng to lớn tới uy tín của giới lãnh đạo Giáo hội Công giáo Rôma.
Trong những năm 2001 tới 2010, Tòa Thánh, cơ quan quản lý trung ương của Giáo hội Công giáo, đã xem xét các cáo buộc liên quan tới 3.000 linh mục xảy ra trong vòng 50 năm, phản ánh các tình trạng lạm dụng kéo dài và lề thói của hàng giáo phẩm thường che đậy các báo cáo về lạm dụng. Giới chức giáo phận và giới hàn lâm chuyên về Công giáo nói rằng các lạm dụng tình dục do giáo sĩ nhìn chung không được thảo luận và do vậy nên khó đo lường. Một số người trong hàng giáo phẩm của Giáo hội cho rằng truyền thông đưa tin quá mức và không cân đối, rằng các lạm dụng cũng xảy ra tại các tôn giáo và tổ chức khác; quan điểm này làm quan ngại những người chỉ trích coi việc này là một cách lảng tránh giải quyết vấn đề lạm dụng trong Giáo hội. Một số nguồn chỉ ra rằng tỉ lệ các linh mục Công giáo lạm dụng không lớn hơn các tổ chức khác hay tỉ lệ lạm dụng của nam giới nói chung.

## Tổng quan
Trong thập niên 1990 và 2000, giới truyền thông trên thế giới đã khai thác mạnh chủ đề lạm dụng tình dục trẻ vị thành niên của giáo sĩ Công giáo tại một số quốc gia. Giáo hội Công giáo bị chỉ trích vì một vài Giám mục đã bao che cho các linh mục bị cáo buộc, không xử lý mà lại thuyên chuyển họ đến mục vụ nơi khác, để tình trạng này tiếp diễn. Giáo hội Công giáo đã thiết lập thủ tục chính thức để giải quyết vấn đề này. Người phát ngôn của Vatican cho biết họ xử lý rất nghiêm chỉnh đối với vụ tai tiếng lạm dụng tình dục trẻ em. Ông cũng nói các nhà lãnh đạo giáo hội phải hợp tác với nhà chức trách dân sự về những trường hợp lạm dụng tình dục trẻ em. Theo văn phòng của Giáo hội đang phụ trách về sự việc, họ đã nhận được đơn tố cáo về hơn 4.000 vụ trong thập niên qua
Những trẻ em bị các tu sĩ và các lãnh đạo cấp cao của Giáo hội Công giáo lạm dụng bằng nhiều phương cách khác nhau, ví dụ như tình dục qua đường hậu môn, tình dục bằng miệng, cưỡng bức thủ dâm..., trong đó hình thức tương đối phổ biến nhất là tình dục đường hậu môn và đường miệng. Đã có việc khởi tố vụ án hình sự của một số kẻ lạm dụng và các vụ kiện dân sự chống lại các giáo phận và giáo xứ của giáo hội đối với các trường hợp kéo dài nhiều thập kỷ và được đưa ra nhiều năm sau khi xảy ra việc lạm dụng. Một số vụ kiện và cáo buộc cũng nhắm vào những lãnh đạo cấp cao của Giáo hội đã cố tình không báo cáo những cáo buộc lạm dụng tình dục để các cơ quan pháp luật thực thi chức năng điều tra đồng thời cố tình luân chuyển công tác các linh mục lạm dụng tình dục các giáo xứ khác nơi mà việc lạm dụng đôi khi vẫn được tiếp diễn. Một số tu sĩ được thuyên chuyển từ giáo phận này sang giáo phận khác nên họ có thể tiếp tục lạm dụng trẻ em.
Thực tế thì Văn phòng của giáo hội phụ trách về những trường hợp lạm dụng tình dục, đã nhận được đơn tố cáo về hơn 4.000 vụ làm dụng tình dục trẻ em của các tu sĩ trong đó co thông tin chi tiết về 3.000 giáo sĩ Thiên chúa bị các Giám mục phụ trách báo cáo về Rome là đã có hành vi tình dục sai trái, phạm tội hình sự liên quan tới tình dục. Trong đó có 60% các vụ việc liên quan tới tình dục đồng giới, 30% liên quan tới tình dục dị giới và chỉ có 10% (khoảng 300 giáo sĩ) là các vụ thực sự là ấu dâm. Từ vụ việc này, lần đầu tiên các nhân vật cao cấp Công giáo bắt đầu công khai kêu gọi đánh giá lại chuyện có nên buộc tu sĩ sống đời độc thân hay không.

## Tình hình trên thế giới
Độ khả tín của Giáo hội với tư cách giám hộ về đạo đức đang gặp nhiều rủi ro. Ngoài ra, có khả năng Giáo hội còn phải đương đầu với hàng loạt vụ kiện đòi bồi thường của các nạn nhân. Nhiều linh mục Công giáo tại Bỉ đã phạm tội ấu dâm trong khoảng thời gian từ năm 1950 đến 1980. Cuộc điều tra do giáo hội Bỉ tiến hành đã công bố kết quả theo đó cáo buộc một số linh mục tại Bỉ đã gây ra hàng trăm vụ lạm dụng tình dục trẻ em. Ủy ban điều tra của giáo hội Bỉ liên tiếp nhận được hơn 500 đơn tố cáo của các nạn nhân, trong đó hầu hết là nam giới và đã có 13 nạn nhân được xác nhận đã tự tử. Ở Ý, các vụ giáo sĩ lạm dụng tình dục trẻ em đang được đưa ra công khai, có trên 80 trường hợp. Ở Chilê, ít nhất có hơn 200 khiếu nại của lạm dụng tình dục trong các trường cao đẳng Công giáo, và theo Tổng Chưởng lý Sabas Chahuan thì các bậc phụ huynh đã trở nên lo lắng và hoảng sợ trước thực trạng này. Nhiều trường hợp, các nạn nhân bị lạm dụng đã tự tử và có trường hợp nạn nhân chỉ mới 2 tuổi.

### Tại Đức
Vụ việc tại nước Đức vốn là quê của Giáo hoàng Biển Đức XVI đã có tầm ảnh hưởng trên toàn thế giới, sau khi có các cáo buộc về chuyện các tu sĩ Công giáo Rôma lạm dụng tình dục tại Đức, Tòa Thánh phải phá vỡ sự im lặng về chủ đề ấu dâm vốn là điều cấm kỵ trước đây và cũng tại Đức, người ta đã thừa nhận có chuyện che giấu, giống như những trường hợp tương tự ở nơi khác, nước Đức có gần 200 cáo giác về xâm hại tính dục trẻ em của các linh mục và những người khác tại một nhà thờ ở Đức, kể cả cáo giác dính líu tới một ca đoàn nam từng nằm dưới sự hướng dẫn của người anh của Giáo hoàng Biển Đức XVI nhưng Tòa thánh Vatican đã lên tiếng đả kích điều mà họ gọi là những mưu toan nhằm nối kết giáo hoàng với một vụ tai tiếng ngày càng lan rộng này. Ngoài ra, ở Đức các vụ lạm dụng tình dục trong nội bộ Giáo hội Công giáo ở Đức bị tiết lộ khi chủng viện Dòng Tên Canisius ở Berlin thừa nhận rằng ba linh mục đã phạm những hành vi lạm dụng tình dục học sinh của trường trong những năm 1970 và 1980, điều này gây ra một cơn phẫn nộ trong dư luận. Ông hiệu trưởng trường dự bị đại học Công giáo Aloisius (Aloisiuskolleg') tại Bonn-Bad Godesberg cũng đã từ chức khi dư luận nghi ngờ ông này biết (nhưng không báo) chuyện thầy giáo loạn dâm với học trò. Theo tạp chí Der Spiegel, có 100 linh mục bị nghi ngờ lạm dụng tình dục trẻ em từ năm 1995 đến 2010. Tuy nhiên nhiều vụ trong số này khó có thể được khởi tố vì theo pháp luật thì thời hạn tối đa cho việc khởi tố ấu dâm là 10 năm sau khi nạn nhân tròn 18 tuổi. Dầu sao, các vụ việc này đã gây ra nhiều làn sóng tranh cãi về việc nhà thờ che giấu linh mục loạn dâm và quy định tu sĩ bắt buộc sống độc thân.
Giáo hội cũng bị phàn nàn về việc chậm xử lý vấn nạn linh mục dưới quyền loạn dâm. Ví dụ, ông Stephan Ackermann, giám mục Trier, người từng tuyên bố sẽ "không khoan nhượng" và "điều tra thẳng tay", lại bị cáo buộc là nói không đi đôi với làm, không xử lý rốt ráo các linh mục tại giáo phận của mình, và quá nuông chiều thuộc cấp. Báo Der Spiegel đã dẫn chứng trường hợp linh mục loạn dâm chỉ bị phạt tiền nhưng không bị cách chức và đang quản lý một cơ sở y tế tại Saarland nơi có bệnh nhân trẻ em trong đó. Một số nhân viên nhà thờ cũng cáo buộc Giáo hội phân biệt đối xử giữa linh mục với thường dân, và miêu tả nhà thờ "mở toang cánh cổng cho bọn cuồng dâm ra vào". Một cuộc điều tra dự kiến được tổ chức dưới sự hợp tác của Viện nghiên cứu Tội phạm học Hạ Sachsen (KFN) và các đại diện của Giáo hội Công giáo Đức, tuy nhiên rốt cục bị hủy bỏ vì sự thiếu hợp tác của nhà thờ. Người đứng đầu KFN, Christian Pfeiffer tố cáo là có người cố tình kiểm duyệt và che giấu cuộc điều tra. Tờ báo cánh tả Die Tageszeitung so sánh Giáo hội có một "cái lỗ đen" trong tim, và người dân đang mất lòng tin vào một cơ quan đáng ra có nhiệm vụ duy trì lòng tin. Tờ cánh hữu Frankfurter Allgemeine Zeitung nói thẳng rằng, sau cùng kẻ thua cuộc chỉ có thể là Giáo hội. Tờ cánh hữu Die Welt mô tả các vấn đề về lạm dụng tình dục vẫn còn trong bóng tối, và sự giận dữ của dư luận thì vẫn còn tồn tại dai dẳng.
| “                   | Nếu bộ tư pháp Đức làm việc quyết liệt hơn, người ta sẽ phải sai phái các điều tra viên tới các cơ sở Giáo hội trên khắp nước để tịch thu tất cả những tài liệu cá nhân của các tu sĩ đã xâm hại tình dục trẻ em. Hệ thống công quyền phải làm việc này để ngăn chận hành động phá rối công lý có hệ thống của một tổ chức tội lỗi tên là Giáo hội. Cái còn lại trong một tổ chức có nhiệm vụ duy trì niềm tin lại là sự bất khả tín. Cái la bàn của tâm linh và nhân tính, đó là Nhà thờ, có nguyên một lỗ hổng trong trái tim của nó. | ” |
| — Die Tageszeitung, | |   |

| “                                 | Nhìn từ ngoài, có lẽ khó mà biết ai mới là thủ phạm gây ra sự thất bại của cuộc điều tra về lạm dụng trẻ em của Giáo hội Công giáo. Tuy nhiên, sau cùng, kẻ thua cuộc chắc chắn là Nhà thờ. Một bên đang đấu tranh cho tự do và sự trong sạch của khoa học, còn bên kia thì đang ở thế bị động vì ngay trong hàng ngũ của nó đã chứa sẵn những phần tử tội lỗi, không chỉ những kẻ gây tội ác mà cả những kẻ đã bao che, dung dưỡng chúng. | ” |
| — Frankfurter Allgemeine Zeitung, | |   |

### Tại Bỉ
Một báo cáo dài 200 trang của Ủy ban Giám sát Giáo hội điều tra về 475 trường hợp tình nghi ấu dâm cho thấy nạn ấu dâm trong nhà thờ Công giáo tại Bỉ đã lan rộng và gây nhiều tác hại. Ít nhất có 13 nạn nhân đã tự tử với nguyên nhân có liên quan đến việc bị xâm hại. Trong số các nạn nhân, có người chỉ mới 2 tuổi. Hai phần ba số nạn nhân là nam giới, và nhiều nhất là các bé trai 12 tuổi. Trong phần lớn các trường hợp, lạm dụng kết thúc khi nạn nhân đến tuổi 15-16. Nhiều thủ phạm là các giáo sĩ quen thân với gia đình nạn nhân, điều này khiến cho nạn nhân khó có cơ hội tố cáo thủ phạm căn cứ trên việc gia đình rất tin tưởng những giáo sĩ loạn dâm này. Ủy ban không tìm ra bằng chứng cho thấy nhà thờ có dính líu một cách hệ thống đến việc bao che cho các linh mục loạn dâm, nhưng có những trường hợp cho thấy người ta đã ngó lơ hành động của một số giáo sĩ. Ông Peter Adriaenssens, người đứng đầu của Ủy ban Giám sát, phát biểu rằng gần như tất cả các trường học đều có xảy ra hiện tượng linh mục loạn dâm, đặc biệt là các trường nội trú.
| “                     | Không ai trong chúng tôi chuẩn bị tinh thần sẵn sàng để đón nhận sự nghiêm trọng của các báo cáo về tình trạng lạm dụng mà chúng tôi nhận được. Tất cả chúng tôi đều phải nghi ngờ về đức tin của mình vào Thiên Chúa, vào Giáo hội và vào nhân tính. | ” |
| — Peter Adriaenssens, | |   |

Adriaenssens cho biết, kết quả các cuộc điều tra là một phần nguyên nhân khiến giám mục Bruges là Roger Vangheluwe phải từ chức. Vangheluwe là người đã xâm hại tình dục chính cháu trai của mình trong thời gian 1973-1986. Dư luận Bỉ đã tỏ ra hết sức phẫn nộ khi biết được ông giám mục vẫn còn được nhận khoản lương hưu 2.300 bảng Anh/tháng bất chấp những tội lỗi mà mình đã gây ra.

### Tại Ireland

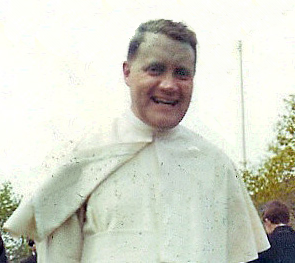
Linh mục Brendan Smyth, người bị quy tội là ấu dâm ở Ireland

Chính quyền Ireland thậm chí đòi hỏi Vatican trả lời về việc giáo hội Công giáo giấu giếm nạn linh mục ấu dâm, và cảnh cáo là Bí tích Hòa giải không phải là lý do để từ chối cung cấp thông tin cho chính quyền. Theo báo cáo của cơ quan chức năng thì trong thời gian từ năm 1996 đến năm 2009, các chức sắc tại giáo phận Coyne ở quận Cork bị rất nhiều lời tố cáo xâm phạm tình dục trẻ em, nhưng không báo cho chính quyền và Báo cáo còn nói Vatican đã ngầm khuyến khích sự bao che bằng cách làm ngơ đến quy định của giáo hội, điều này đã tạo ra không khí phẫn nộ của dân chúng Ireland. Điều này cho thấy, giới tăng lữ lãnh đạo giáo hội tại Ireland đã cố tình giảm nhẹ các vụ giáo sĩ lạm dụng tình dục trẻ vị thành niên., những vụ lạm dụng trong nhiều thập niên, được Giáo hội che giấu một cách có hệ thống, và cảnh sát cũng không có biện pháp gì nhiều do Giáo hội đã vì sợ mất uy tín mà xem nhẹ phúc lợi của trẻ em.
Vụ việc này nghiêm trọng đến mức Giáo hoàng Biển Đức XVI phải viết một lá thư gửi tới các giáo dân Công giáo Ireland với những hướng dẫn về chuyện ngăn ngừa và trừng phạt các linh mục lạm dụng tình dục trẻ em, thư này có nội dung là giúp cho quá trình hối cải, hàn gắn và đổi mới đồng thời bày tỏ sự hối tiếc trước những hành vi đáng căm thù và đáng hổ thẹn của một số linh mục, ông ta viết các chỉ dẫn mới cho các giáo sĩ và tín đồ giáo hội Công giáo ở Ireland, đưa ra những quy tắc nghiêm ngặt hơn trong việc xử lý các vụ ấu dâm do các giáo sĩ thực hiện.
Một báo cáo kịch liệt chỉ trích tổng giáo phận Dublin trong việc xử lý các linh mục bị nghi ngờ là đã lạm dụng tình dục. Hội đồng Murphy phơi bày văn hóa che giấu, các lãnh đạo Giáo hội đặt nặng chuyện bảo vệ hệ thống hơn là các trẻ em thuộc phạm vi chăm sóc, và thường không chuyển chi tiết sang cho cảnh sát. Giáo hội đã tích cực giấu chuyện trẻ em bị lạm dụng tình dục trong quãng thời gian từ năm 1975 đến 2004, áp dụng chính sách không hỏi, không nói. Hồng y Sean Brady đứng đầu Công giáo ở Ireland phát biểu rằng ông vô cùng ân hận và xấu hổ trước tình trạng tu sĩ lạm dụng trẻ em lan tràn và che giấu chuyện lạm dụng ở Dublin.

### Tại Hoa Kỳ
Việc ấu dâm được báo cáo ở các địa điểm như: Anchorage, Boston, Chicago, Crookston, Davenport, Denver, Dubuque, Fall River, Honolulu, Los Angeles, Memphis, Miami, Milwaukee, Oakland, Omaha, Orange, California, Palm Beach, Peoria, Philadelphia, Phoenix, Portland, San Antonio, San Diego, Savannah, Spokane, Stockton, Tucson). Đây được đánh giá là nơi có nhiều vụ xâm hại được tường thuật nhất. Trong đó, một số cáo buộc rất nghiêm trọng liên quan tới một linh mục Mỹ đã lạm dụng tình dục 200 cậu bé khiếm thính ở Trường Thánh Gioan ở St Francis, Wisconsin từ năm 1950-1974. Một cấp dưới của Hồng y Ratzinger ra lệnh mở phiên toà xét xử, nhưng sau đó cuộc điều tra đã bị đình chỉ bất chấp sự phản đối. Một quan chức của công giáo cho biết rằng họ nhận được rất nhiều cáo buộc về tình trạng các tu sĩ có hành vi tình dục xấu xa, đặc biệt là tại Mỹ trong thời kỳ 2003 và 2004. Ngoài ra, việc hàng loạt vụ kiện đòi bồi thường của các nạn nhân khiến cho nguy cơ một số giáo phận bị phá sản.
Năm 2018, Tòa án Tối cao Pennsylvania công bố một báo cáo chi tiết của Đại bồi thẩm đoàn cho thấy hơn 1.000 trẻ em đã bị các thành viên của sáu giáo phận trong tiểu bang Pennsylvania lạm dụng tình dục trong suốt 70 năm. Cuộc điều tra cho thấy có một sự che đậy có hệ thống của Giáo hội.

## Các quốc gia liên quan
- Châu Phi
  - Kenya[35][36]
  - Tanzania[37][38][39][40]
- Châu Á
  - Philippines[41][42]
- Châu Âu
  - Áo (Ấu dâm ngay tại Thủ đô Viên[43][44][45])
  - Bỉ[15][27]
  - Đức[24][25]
  - Hà Lan[46]
  - Croatia (tại Zagreb[47][48] và Rijeka[49])
  - Pháp (Seine et Marne[50])
  - Cộng hòa Ireland[51][52] (ở Dublin[53][54] và Ferns, những vụ ấu dâm là một vấn nạn lớn ở quốc gia này).
  - Malta[55][56]
  - Na Uy[57][58]
  - Thụy Điển (Stockholm[59])
  - Anh[60][61][62][63][64]
- Châu Mỹ
  - Canada,[65] ở Ontario[66]
  - Hoa Kỳ[67][68][69]
  - México[70]
  - Argentina[71]
  - Brazil (Anápolis,[72][73][74] Penedo)
  - Chile (Santiago,[75] Valparaíso, Rancagua, Punta Arenas[76][77]),
  - Peru[78][79][80]
- Châu Đại dương
  - Úc (Sydney[81] và Melbourne[82])
  - New Zealand[83][84][85]

## Các quan điểm
Vụ việc này được cho là một đòn giáng mạnh vào Giáo hoàng Biển Đức XVI; ông tỏ ra "rất đau buồn trước sự thật kinh hoàng này", mặt khác ấu dâm là một chủ đề bị cấm kỵ tại tòa thánh. Nhiều ý kiến đặt vấn đề rằng liệu Giáo hoàng Biển Đức XVI đã thực hiện bổn phận của mình một cách đúng đắn hay chưa. Một báo cáo của Giáo hội thì họ đã thú nhận là đã che giấu các vụ việc suốt hàng chục năm qua. Một số hồng y ở Vatican gọi vụ việc đó là kinh tởm đồng thời bốn Giám mục bị chỉ trích là không có biện pháp đối với các quan ngại về lạm dụng đã từ chức.

### Giáo hội

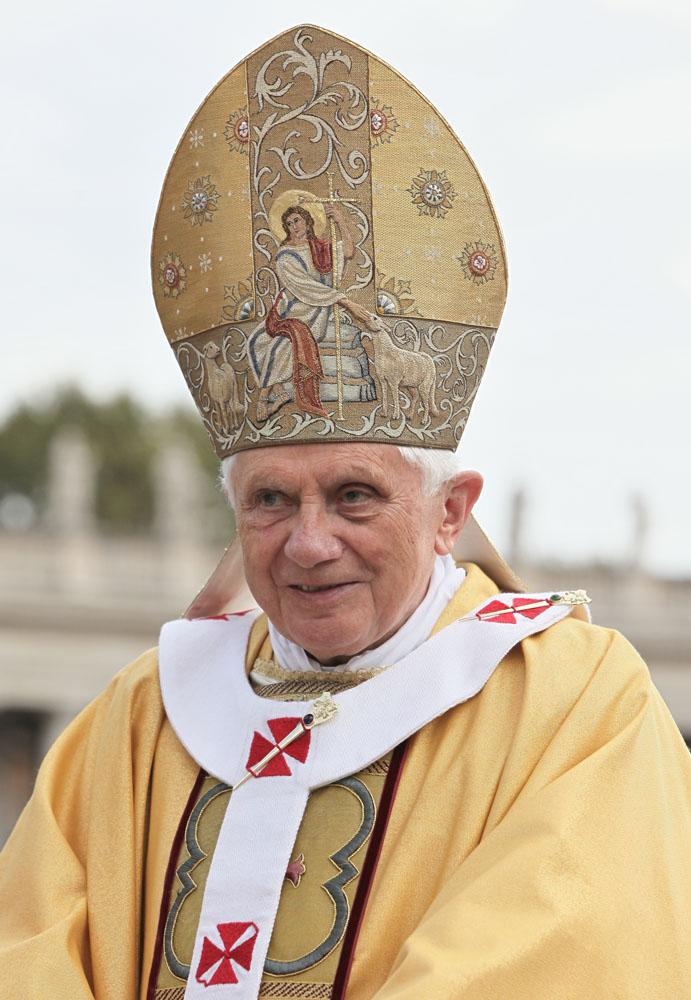
Giáo hoàng Biển Đức XVI, người được cho là đã tạo nên một bức tường im lặng về vụ ấu dâm trên khắp thế giới khi ký văn bản (Chỉ thị) chính thức của Vatican yêu cầu chỉ điều tra và xử lý nội bộ sự việc

Về phía Giáo hoàng Biển Đức XVI, ông gọi những hành động của linh mục dưới quyền mình là sự quan ngại, là sai và phỉ báng. Song ông cũng nói rằng tội này không phải "của chỉ riêng Công giáo". Linh mục Lombardi, phát ngôn viên chính thức của Vatican nhấn mạnh rằng nạn ấu dâm không chỉ xảy ra trong phạm vi Giáo hội. Và song song với đó, Tòa thánh Vatican đã lên tiếng đả kích điều mà họ gọi là những mưu toan nhằm nối kết Giáo hoàng Biển Đức XVI với một vụ tai tiếng ngày càng lan rộng về những linh mục xâm hại tính dục trẻ em ở Đức. Linh mục Lombardi phủ nhận những gợi ý cho rằng Giáo hội Công giáo tìm cách che đậy những vụ bê bối của các linh mục. Một hồng y của Vatican gọi vụ việc này là kinh tởm, Bộ trưởng Ngoại giao Vatican, Tarcisio Bertone gọi các hành vi tình dục đối với trẻ em là đặc biệt bất công, một Giám mục tuyên bố họ sẽ nhận là thất bại là một phần do tất cả chúng ta vì thế cần cẩn trọng hơn với nạn xâm phạm trẻ em và bày tỏ cam kết để chỉnh lại sự thiếu công lý to lớn và hung ác mà các nạn nhân phải trải qua Giám mục Duffy cho rằng cần phải đặt mọi chuyện lên bàn. Các nhà lãnh đạo Công giáo Rôma cho biết đã đến lúc chấm dứt việc che chở an toàn cho các tu sĩ bị cáo buộc lạm dụng tình dục trẻ em.

### Ý kiến ngoài Giáo hội
Có ý kiến đặt ra vấn đề trách nhiệm của Giáo hoàng Biển Đức XVI và cho rằng ông này phải chịu trách nhiệm vì vụ việc này xảy ra dưới thời của ông khi là Hồng y Ratzinger kiêm người đứng đầu cơ quan chịu trách nhiệm kỷ luật các giáo sĩ có hành vi sai trái nghiêm trọng trên toàn cầu. Đặc biệt khi Giáo hoàng Biển Đức XVI ký văn bản chính thức của Vatican vào năm 2001, yêu cầu các tổng Giám mục Công giáo trên toàn cầu phải giữ im lặng về thông tin chi tiết các vụ giáo sĩ có hành vi sai trái mà họ báo cáo về Rome, yêu cầu tất cả các ca lạm dụng trẻ em nghiêm trọng nhất, phải được điều tra trong nội bộ, chứ không được đưa ra ngoài phạm vi của giáo hội.
Tuy nhiên những cỗ máy đối ngoại của Vatican đã làm việc không ngừng nghỉ để làm chệch hướng những lời chỉ trích cá nhân ra khỏi Giáo hoàng Biển Đức XVI. Quan điểm của Vatican là xem như Giáo hoàng Biển Đức XVI không biết chút gì về vụ việc cụ thể này, cũng như vụ được nêu trong tài liệu vốn đang là tin hàng đầu trên truyền thông. Một số còn ca ngợi ông ta đã thể hiện sự khôn ngoan và can đảm khi xử lý các vụ việc.

#### Ý kiến cá nhân
Bộ trưởng Tư pháp Đức, bà Sabine Leutheusser-Schnarrenberger đã chỉ trích việc này và cho rằng Vatican đã khuyến khích một bức tường im lặng và là môi trường để cho xảy ra các hành vi lạm dụng tình dục trẻ em tại các trường học và cơ sở do Giáo hội Công giáo điều hành. Giám mục Stephan Ackermann đã bác bỏ những lời tố cáo này và nói rằng các quy tắc hướng dẫn của Giáo hội Công giáo luôn đòi hỏi chính quyền phải tiến hành các cuộc điều tra. Đức ông Charles Scicluna, Quan Chưởng lý của tòa thánh, nói đây hoàn toàn là việc diễn giải sai văn bản: "Giáo hội không muốn trưng bày công lý, nhưng chưa bao giờ cấm việc tố cáo tội phạm lên giới chức. [...] Hiện tượng này không phải là phổ biến như người ta nghĩ."
Trong một buổi nói chuyện với Bill Maher, Christopher Hitchens đã tố cáo Tòa thành Vatican dính líu đến những vụ ấu dâm và bao che cho những linh mục phạm tội: "Điều duy nhất mà Giáo hoàng quan tâm là "Việc đó có làm hại đến Giáo hội hay không". Ông ta chỉ quan tâm đến giáo hội chứ không quan tâm đến đám trẻ nít bị hại. Còn cái tôi quan tâm đó là, ngài Tổng chưởng lý Winconsin sẽ làm gì đây ? Phải chăng những giáo sĩ đó đứng trên luật pháp của chúng ta ? Phải chăng giáo sĩ thì không chịu sự ràng buộc của pháp luật ? Xin đừng gọi những vụ án đó là lạm dụng trẻ em. Nó là cưỡng hiếp và tra tấn trẻ em."
Hans Küng - nhà thần học Công giáo bất đồng quan điểm với Giáo hội - cho rằng, quan niệm khắt khe và bảo thủ của Giáo hội về đời sống độc thân của tu sĩ là nguyên nhân của tình trạng ấu dâm và loạn dâm xảy ra trong Giáo hội, và kết luận việc bắt buộc sống độc thân là "nguồn gốc của mọi tội lỗi". Küng chỉ ra rằng Giêsu và các tông đồ tuy khuyến khích độc thân nhưng không hề cấm người ta lấy vợ sinh con, thậm chí các tông đồ của Giêsu ai nấy đều có vợ con. Küng còn tố cáo chính Giáo hoàng Biển Đức XVI là người trực tiếp sách hoạch nên chương trình bao che và dung dưỡng các vụ án ấu dâm của giới tu sĩ trên toàn cầu. Trong một bức thư gửi các Giám mục Công giáo, ông nói rằng cách hành xử của Giáo hội về các sự vụ này đã gây ra cuộc khủng hoảng về khả năng lãnh đạo cũng như về đức tin trong Giáo hội: "Sự thật không thể chối cãi đó là, cái hệ thống quy mô toàn cầu nhằm bao che tội ác loạn dâm của tu sĩ đã được xây dựng lên bởi Thánh bộ Đức tin dưới thời kỳ nắm quyền của Hồng y Ratzinger (1981-2005). Trong triều đại của Giáo hoàng Gioan Phaolô II, Thánh bộ Đức tin đã xử lý các vụ việc này với nguyên tắc là "im lặng tuyệt đối". Chính bản thân Ratzinger vào ngày 18 tháng 5 năm 2001 đã ra một văn bản chỉ thị cho các giám mục về cách thức xử lý các tội ác nghiêm trọng (epistula de delictis gravioribus), trong đó các vụ án lạm dụng tình dục phải được xử lý một cách tuyệt đối bí mật (secretum pontificium), ai không làm đúng như thế sẽ bị trừng phạt nghiêm khắc. Vì vậy, với "lý do hợp lý", dưới sự quản lý của Ratzinger, nhiều người chỉ phải chịu hình phạt sám hối."
Nhà thần kinh học Sam Harris cũng tố cáo Giáo hội đã bao che và dung dưỡng cho những tu sĩ loạn dâm. Ông gọi việc hiếp dâm trẻ em trong nhà thờ là "sự phản bội" đối với đức tin, và kêu gọi truy tố Vatican ra trước công lý: "Giáo hội Công giáo trong suốt hai nghìn năm đã làm ô uế khía cạnh tính dục của con người tớ một mức độ mà không tổ chức nào có thể sánh bằng. Chúng ta đang có một tổ chức - một tổ chức giàu có nhất quả đất - ưu tiên thu hút những kẻ đồng dâm, ấu dâm, bạo dâm vào hàng ngũ của nó, bổ nhiệm những tên này vào các vị trí quyền lực và ban cho chúng quyền được tiếp cận với trẻ em. [...] Vụ bê bối trong Giáo hội Công giáo - nói trắng ra sự tồn tại của Giáo hội chính là điều bê bối đó - bao hàm việc cưỡng hiếp và tra tấn trẻ em có tổ chức. Nạn nhân đã bị đánh bằng roi và bị xâm hại tình dục - nhiều khi bởi nhiều hung thủ cùng lúc - cho đến khi thân thể tóe máu, rồi sau đó lại bị đánh đập và bị đe dọa sẽ xuống hỏa ngục nếu dám tố cáo. Nhiều người đủ dũng cảm để tố cáo thị bị vu khống là nói dối, rồi lại bị đưa trở về chỗ cũ để tiếp tục bị hiếp dâm. [...] Các bằng chứng cho thấy việc hành hạ đám trẻ bị che giấu và dung dưỡng bởi những quan chức các cấp của Giáo hội Công giáo, bao hàm cả ông giáo hoàng hiện tại. Trong thời kỳ còn là Hồng y Ratzinger, Giáo hoàng Biển Đức XVI là người trực tiếp chỉ đạo việc xử lý vấn nạn loạn dâm trong Nhà thờ. Ông ta đã làm gì khi biết rằng thuộc cấp của mình hiếp dâm hàng nghìn trẻ em ? Những phản ánh kéo dài và tuyệt vọng về vấn nạn loạn dâm đã bị bỏ mặc, nhân chứng bị ép buộc phải giữ im lặng, giáo sĩ được tôn vinh vì hành động coi thường luật pháp, hung thủ chỉ được thuyên chuyển đến nơi khác để rồi chúng tiếp tục làm bậy ở giáo phận mới. Nói không ngoa, suốt hàng chục hay hàng trăm năm nay, Vatican xứng đáng được đánh giá là một tổ chức tội phạm, không chỉ phạm các tội ác về cờ bạc, đĩ điếm, ma túy mà còn phạm tội ác tình dục đối với trẻ em.
Peter Adriaenssens, người đứng đầu đoàn điều tra vấn đề linh mục loạn dâm ở Bỉ, đã nhận xét "Không ai trong chúng tôi chuẩn bị tinh thần sẵn sàng để đón nhận sự nghiêm trọng của các báo cáo về tình trạng lạm dụng mà chúng tôi nhận được. Tất cả chúng tôi đều phải nghi ngờ về đức tin của mình vào Thiên Chúa, vào Giáo hội và vào nhân tính.

### Ý kiến phản bác
Tuy vậy, một số vị giáo sĩ đã tự bảo vệ mình với lý luận rằng những người này thành thực tin rằng việc họ có quan hệ tình dục không phải là tội lỗi, nếu như đó không phải là quan hệ với một người phụ nữ Về phía các nạn nhân, họ cho rằng cần phải có thêm hành động để tái phục hồi lòng tin của dân chúng. Hồng y Brady ở Ailen đã xin lỗi các nạn nhân và gia đình của họ và một thực tế là các nhà chức trách ở Ailen đã tạo điều kiện cho việc che giấu khi cho phép Giáo hội hoạt động ngoài luật pháp. Có ý kiến cho rằng Giáo hội Công giáo nên lắng nghe tiếng nói của các nạn nhân thay vì nghe các tu sĩ vì hành động của giáo hội cho thấy họ chỉ quan tâm hầu hết đến các tu sĩ bị cáo buộc lạm dụng tình dục.